# Audi Sportpark
Audi Sportpark (z niem. Park Sportowy Audi) – stadion piłkarski w miejscowości Ingolstadt w Niemczech. 
Został otwarty w 2010 roku. Pojemność stadionu to 15 000 miejsc, w tym 9 621 siedzących oraz 5 824 stojących. Obecnie spełnia wszystkie kryteria UEFA do rozgrywania najważniejszych spotkań piłkarskich. Na stadionie swoje mecze domowe rozgrywa miejscowy klub FC Ingolstadt 04.
Na stadionie również swoje mecze towarzyskie rozgrywają inne reprezentacje.